# Arctornis isabella
Arctornis isabella är en fjärilsart som beskrevs av Lambertus Johannes Toxopeus 1948. Arctornis isabella ingår i släktet Arctornis och familjen tofsspinnare. Inga underarter finns listade i Catalogue of Life.